# 比叡號戰艦
比叡（日语：／ Hiei）是大日本帝國海軍（以下簡稱為日本海軍）的戰艦。曾經歷巡洋戰艦（即西方的戰鬥巡洋艦）、戰艦及練習戰艦等多次的艦種更改。

## 概要
軍艦 比叡是金剛型戰艦2號艦。在計劃階段原是裝甲巡洋艦，但得到在英國建造的金剛型巡洋戰艦1號艦「金剛」的技術後，便開始在日本建造。最後以巡洋戰艦身分完成，但後因改造而將艦種改成戰艦。經過第一次世界大戰並踏入海軍假日後，「比叡」終因倫敦裁軍條約而被撤去武装與装甲，並當作練習艦使用。另一方面，由於作為昭和天皇的御召艦，因此被受日本國民的認識及喜愛。在裁軍條約失效後進行改裝時，因作為大和型戰艦的測試艦而導入了大量新技術，並在太平洋戰爭中成為南雲機動部隊的一艦執行任務。1942年（昭和17年）11月12日，在第三次所羅門海戰第1夜戰中受損，經過翌日的空襲後決定放棄，最終沈沒。由於在改造後沒有更改艦種，所以「比叡」號在除籍時仍然是練習戰艦。

## 艦名
比叡的艦名取自京都鬼門位置的比叡山。艦内神社為奉祀同山山麓的日吉大社。在日本海軍軍艦之中，為繼金剛型風帆護衛艦「比叡」後的第二代，戰後，該名稱由海上自衛隊的榛名型護衛艦（はるな型護衛艦）「比叡」繼承。

## 太平洋戰爭前的艦歷

### 巡洋戰艦比叡

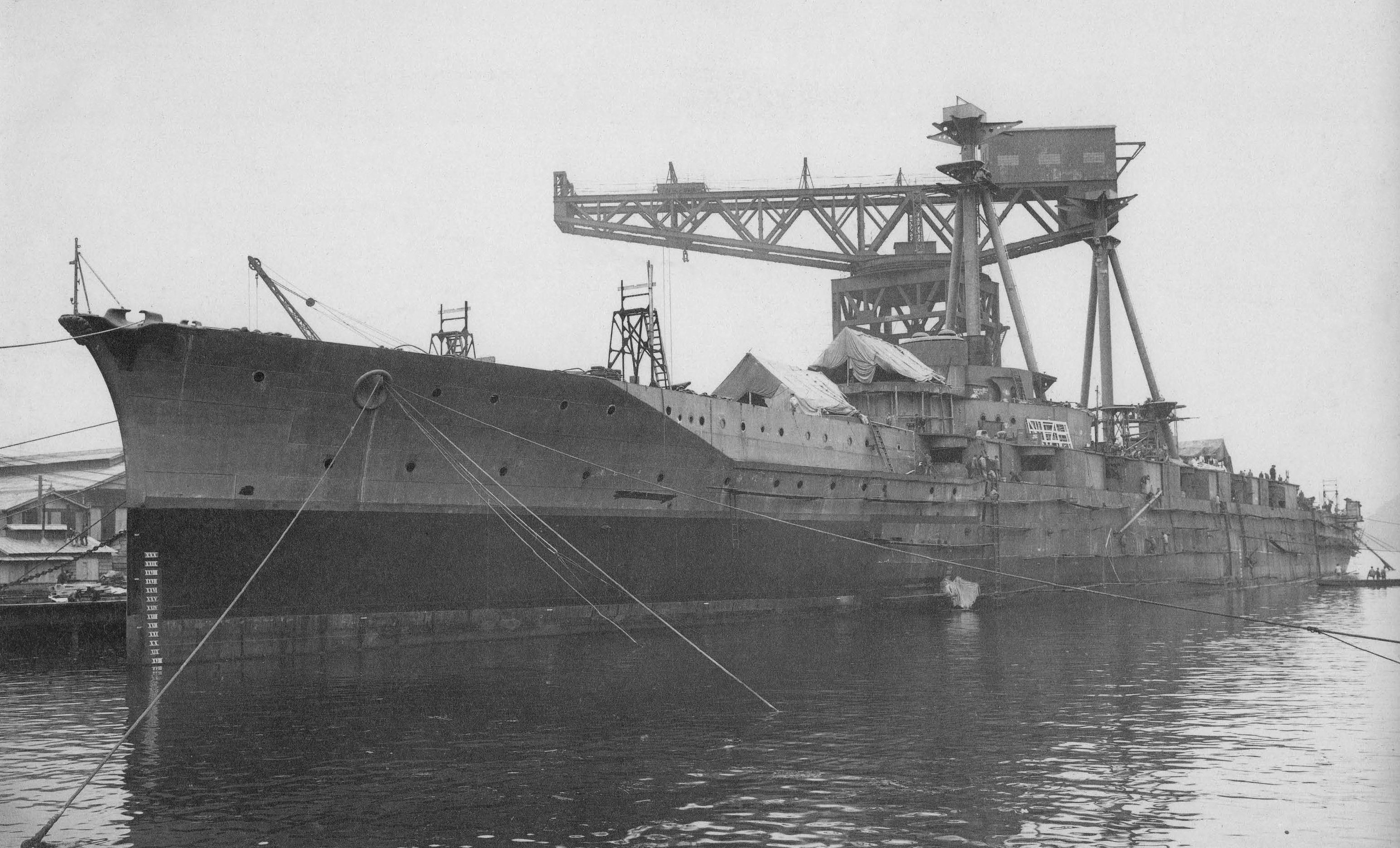
於横須賀建造中的「比叡」。

1906年（明治39年）10月，英國所建造的劃時代戰艦（無畏艦，即日本所稱的弩級戰艦）「無畏」號正式服役，導致日本海軍建造中的薩摩型戰艦及世界各國擁有的戰艦前無畏艦立刻變得落伍。同樣於1906年（明治39年），亦是英國，在無敵級戰鬥巡洋艦完成後，日本海軍於1905年（明治38年）服役的筑波型巡洋戰艦及1907年（明治40年）服役的鞍馬型巡洋戰艦也在一夜之间即告过时。為此，齋藤實海軍大臣因希望能引進英國的技術，所以在維克斯船廠下訂了一艘裝甲巡洋艦，並以同廠的無畏艦「愛爾蘭」號（HMS Erin）為基礎，設計成戰鬥巡洋艦（即日本分類中的巡洋戰艦），該艦即為後來開始建造的金剛型巡洋戰艦「金剛」。「比叡」開始建造的日期較「金剛」遲近10個月，於1911年（明治44年）11月4日，在横須賀海軍工廠，以「卯號裝甲巡洋艦」為名，下訂並動工，於1912年（大正元年）11日21日，「卯號巡洋戰艦」在大正天皇親臨下正式下水。該艦正式命名為「軍艦　比叡」，而這次是天皇初次為艦隻進行命名。最後，「比叡」於1914年（大正3年）8月4日竣工。入籍於佐世保鎮守府。

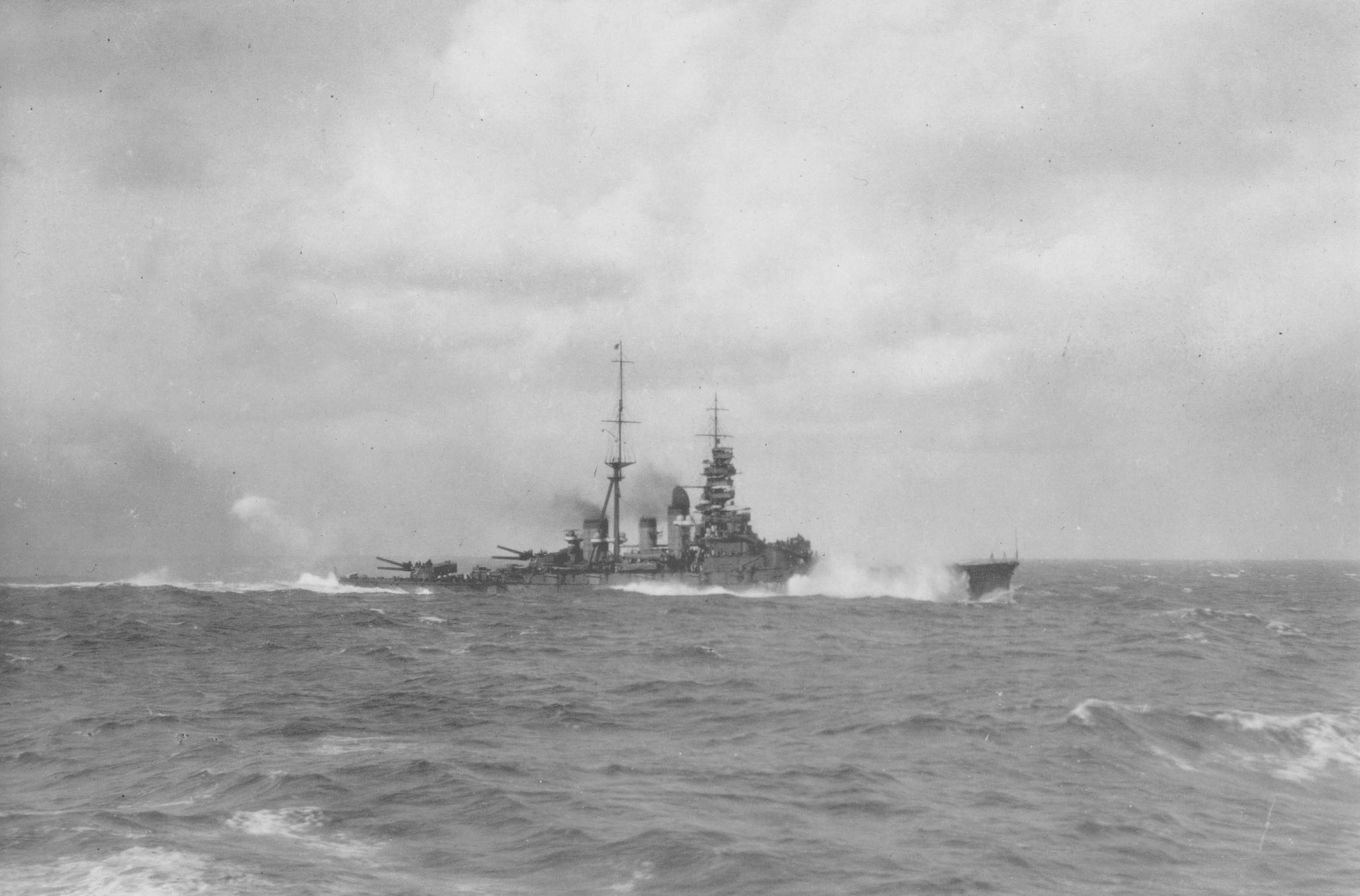
於1927年攝影的「比叡」。

基于英日同盟，日本从1914年8月起便和德國处于战争状态，所以「比叡」在竣工後1個月便火速前往中國東海方面執勤。英國曾要求日本方面派出全部4艘金剛型巡洋戰艦前往並投入歐州戰線，不過被日本拒絕。1916年（大正5年）6月1日，英國海軍與德國海峽之間爆發日德蘭海戰，英國3艘（「瑪麗皇后」號、「無敵」號、「不倦」號）、德國1艘（「呂佐夫」號）戰鬥巡洋艦在作戰中沈沒。戰鬥巡洋艦的脆弱性在該海戰中表露無遺，因此世界各國開始為戰艦的水平防御力作出強化對策，而日本海軍就在日德蘭海戰的教訓中踏前一步，以超弩級戰艦（即西方的超無畏艦）長門型戰艦為首，著手建造八八艦隊（戰艦8艘、巡洋戰艦8艘），亦由「比叡」開始，撥出預算對金剛型巡洋戰艦進行補強。「比叡」就在無視各國的想法下，投入到各式各樣的任務中，包括1919年（大正8年）進行北支沿岸警備、1920年（大正9年）的俄羅斯領沿岸警備、1922年（大正11年）的青島・大連警備與聖佛拉基密爾警備、1923年（大正12年）南洋警備・支那沿岸警備，以及關東大地震救援物資運送任務等。

### 改裝為練習戰艦

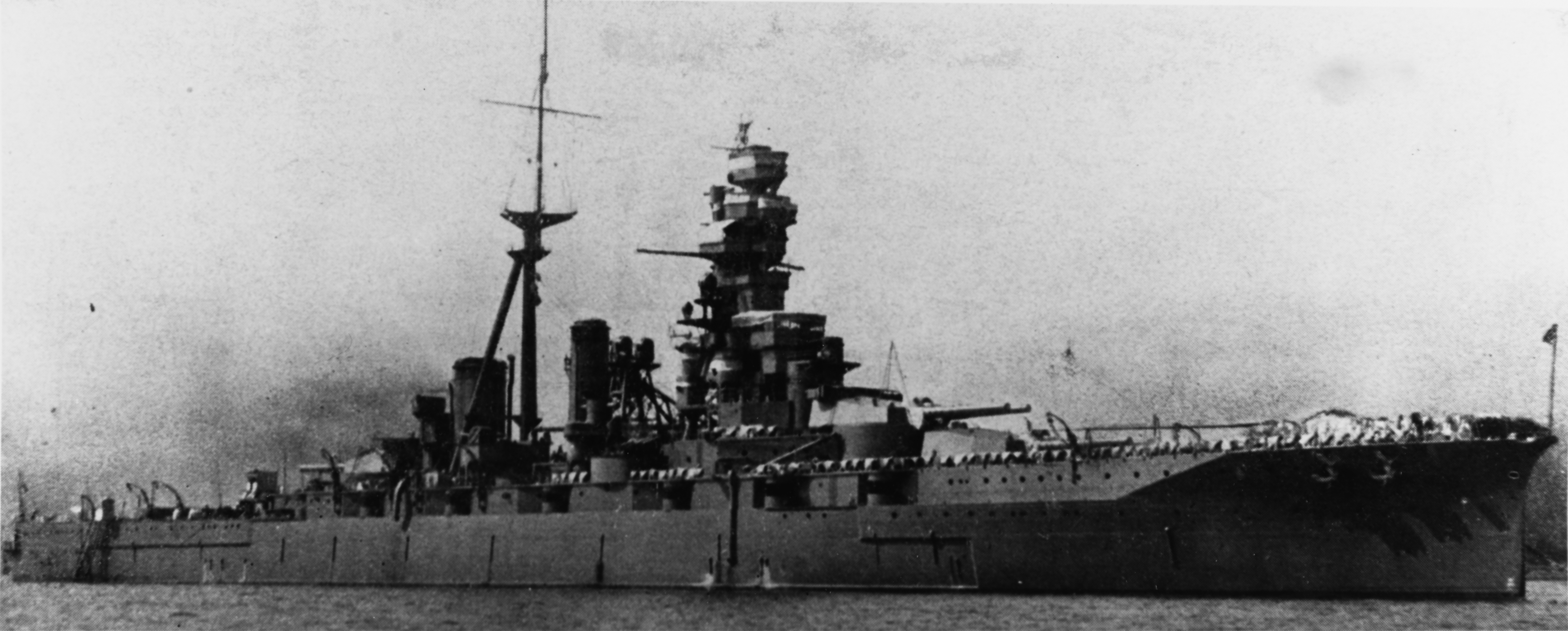
1933年（昭和8年）、練習戰艦時代的「比叡」

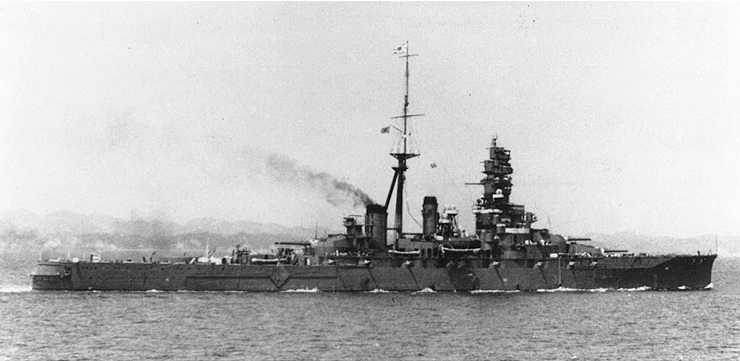
練習戰艦「比叡」。當時減少了一支煙囪及將4號砲塔移除。

雖然各國列強不斷投入巨額預算去維持及建造大量的戰艦，但是在愈來愈高的裁軍呼聲之下，各國終於在1921年（大正10年）基於華盛頓裁軍條約開始對自國的大型艦隻建造進行自肅，從此正式開始了海軍假日。而裁軍這件事正正波及到「比叡」身上。於1929年（昭和4年）10月15日，雖然當時「比叡」正在吳海軍工廠著手進行第一次改裝，但因倫敦裁軍條約的簽定而暫時中止。基於該條約，需要選擇其中一艘戰艦改裝成練習戰艦，最後選擇了金剛型中最後展開工程的「比叡」。在改裝工程中，4號主砲及舷側裝甲被移除，引擎亦被更換。改裝工程於1932年（昭和7年）12月31日完成，並在翌年的1933年（昭和8年）1月1日，正式將艦種更改為練習戰艦。該工程的重點將在下文列出。其中最明顯的特徵就是4號砲塔的移除，並在4號砲塔的舊位置上添加500噸的壓載物以保持艦隻平衡。
- 基準排水量：19,500噸
- 主鍋爐：號艦本式大型2座、同款小型3座、同款混燒鍋爐6座
- 馬力：16,000匹
- 最高速度：18節
- 兵裝
  - 35.6厘米聯裝砲3座
  - 15.2厘米單裝砲16門
  - 8厘米單裝高角砲4門（稍後將更換為12.7厘米聯装高角砲4座）

航空兵裝、水雷兵裝全部廢除。
在改裝期間的1931年，其艦藉轉移到横須賀鎮守府。

### 御召艦改裝

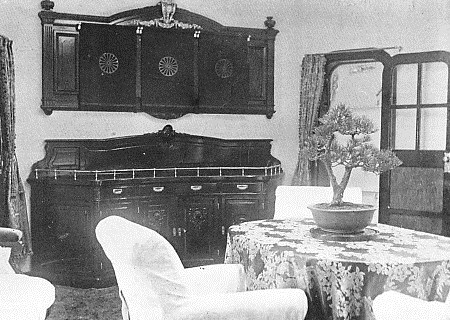
「比叡」艦内御座所

在「比叡」練習戰艦時代有過勤務經驗的吉田俊雄，當年的表現就像「老人家」一樣，據聞後來的艦長西田正雄在看到「比叡」改裝時流了淚。另一方面，井上成美一生中最愉快的時期就是作為比叡艦長的時代，而在海軍省軍務局長時代就使用御召艦「比叡」的油畫作為裝飾。「比叡」在作為練習戰艦期間，由於移除了很多兵裝而令艦內空間相當宽敞，亦因沒有所屬艦隊也沒有日程，所以被昭和天皇作為御召艦使用。於1933年（昭和8年）5月設置了展望台，而其他御召艦用施設的設置工程則在横須賀工廠進行。「比叡」在同年、1936年（昭和11年）以及接受第二次改裝後重新成為戰艦的1940年（昭和15年），總共3次作為觀艦式的御召艦。而1940年10月11日的觀艦式，就是紀元二千六百年特別觀艦式。另外於1935年（昭和10年），作為宮崎、鹿兒島行幸期間的御召艦，更於同年4月，在滿州國皇帝 愛新覺羅溥儀訪日期間再度作為御召艦。於1936年（昭和11年）2月，在二二六事件中，當時横須賀鎮守府的井上成美參謀長曾就當時的情況向米内光政司令官進言，內容為「如出現緊急的狀況，請陛下移駕比叡御乘艦」。因局勢惡化的話，昭和天皇可以在「比叡」上指揮及主持大局。
御召艦「比叡」曾被描繪在郵票中，也在寫真週報中被報道過，在戰前為日本海軍的代表軍艦，與長門型戰艦、高雄型重巡洋艦一樣是廣受日本國民所認知的艦艇。另外，被指定為御召艦後的兩週之內嚴禁泊岸，並須進行徹底的艦内清潔，對乘組員們來說相當辛勞。

### 大改裝

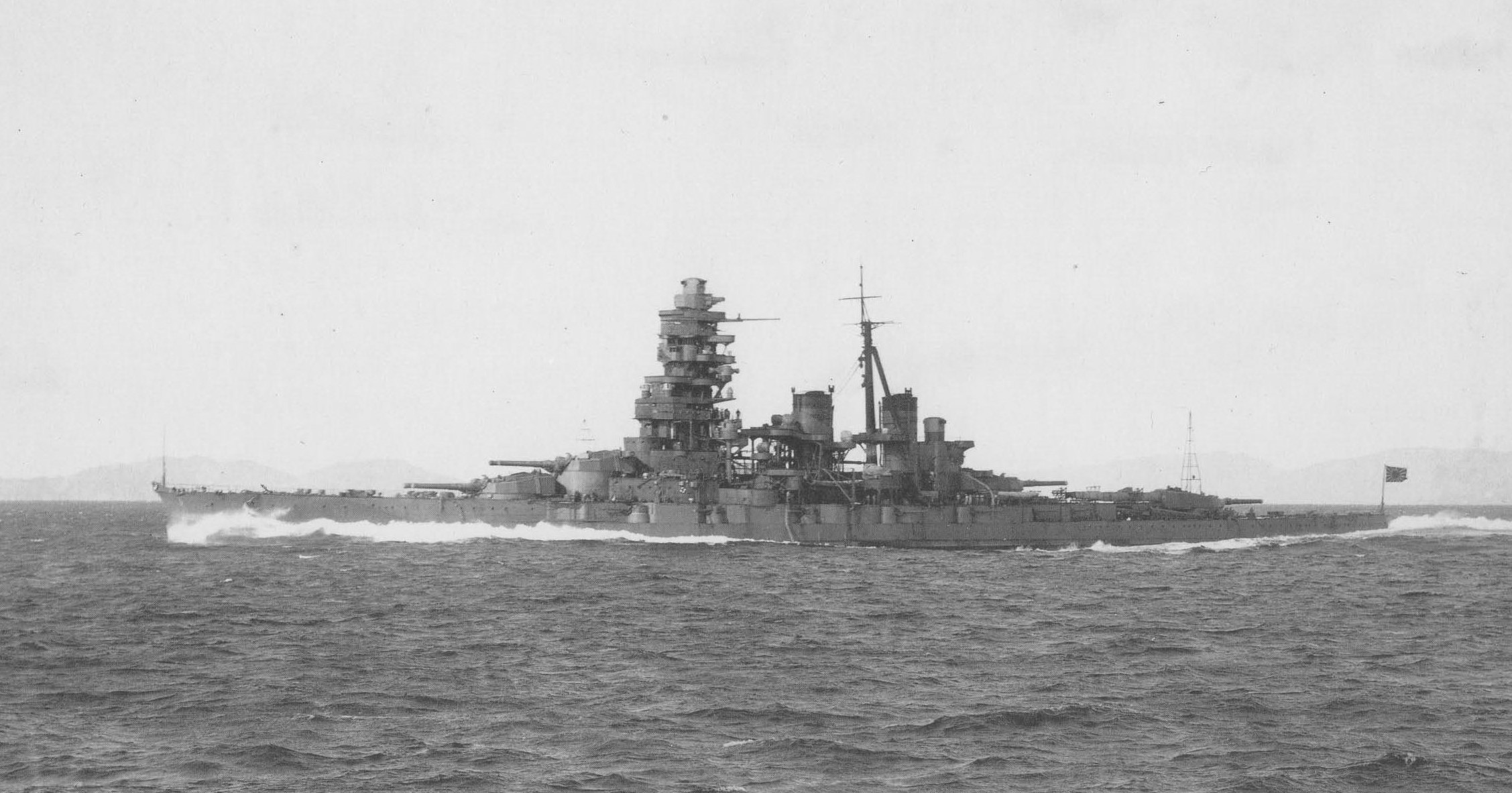
改裝後

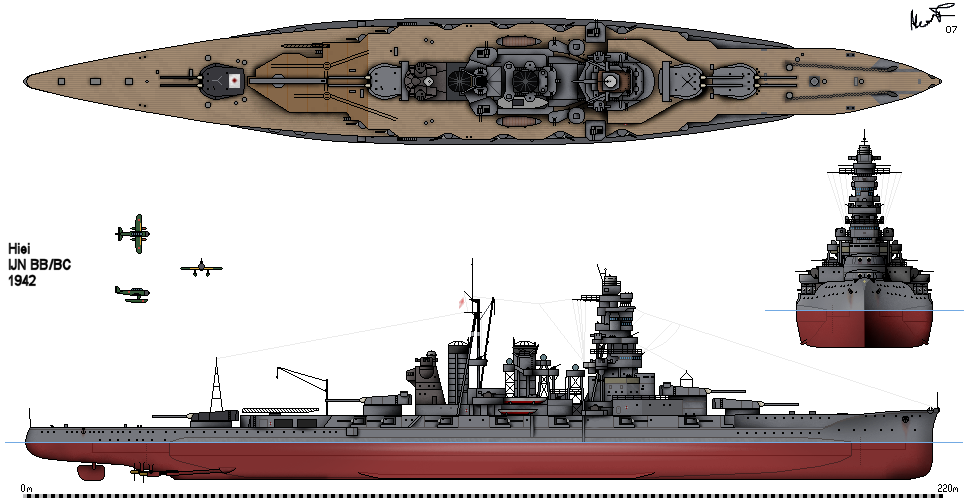
「比叡」的艦橋形狀與姊妹艦有很大分別。

1936年（昭和11年）12月末為倫敦裁軍條約到期的日子，但「比叡」早已於11月26日在吳工廠進行大改裝，並準備復歸戰艦行列。因此，英國立刻對「比叡」的重新武裝，透過日本英國代理大使提出抗議，並要求日本政府廢棄該艦及作出解釋。對此，日本政府的答覆為「比叡用作練習艦才能以予保留的限制，前提是在條約有效期內，在條約失效後限制隨即消失」。其他的金剛型戰艦都進行過稱為「第一次」及「第二次」的改裝，而「比叡」則一次進行所有的改裝。改裝內容為：
- 重新安裝第4砲塔、舷側裝甲。
- 增加水平裝甲（推定。他艦已在第一次改裝時進行）
- 主砲裝甲強化，分別增加至前盾250毫米、天蓋150mm毫米。
- 增加其他裝甲。
- 主砲仰角增大至43度，最大射程加至35,450米。
- 副砲仰角亦增大至30度，最大射程加至19,500米。
- 減少2門副砲，餘下14門。
- 主鍋爐改為重油専用鍋爐8座。
- 重油搭載量増大、續航距離延長。
- 引擎更換為艦本式渦輪引擎，馬力達到136,000。
- 為減少水阻，艦尾延長7.6米，速度增至29.7節。
- 由於排水量増大，因此加裝船腹。
- 安裝九四式高射裝置為12.7厘米高角砲的指揮裝置。（他艦為九一式高射装置）
- 裝備10座25毫米聯裝機槍。
- 安裝2座13毫米4聯裝機槍作為艦橋的近接防御之用（一般認為該機槍與「大和型所裝備的一樣」，但實際上大和型艦橋上所裝備的13毫米聯裝機槍與比叡的不相同）
- 設置了應急注排水裝置、防毒裝置等裝備。

該工程中「比叡」擔任了大和型戰艦的測試艦。因此艦橋的構造物和其他金剛型戰艦不同，並且採用了與大和型戰艦相似的塔型構造。
艦橋頂部的方位盤亦使用了大和型預備採用的九八式射擊盤及九四式方位照準装置，大和型亦將會以同様的配置搭載。就此便與姊妹艦的艦影完全不同。再者，為了替大和型測試主砲使用的水壓泵，特別從ABB引進了一台渦輪泵（Turbopump），測試滿意後再為大和型購入三台。而內部的火藥庫冷卻裝置、應急排注水裝置、快速排注水裝置均使用了大和型預定採用的組件。
與其他經改裝的同型艦相比，闊度長了1米，吃水也過深，引致防御甲板（下甲板）降到水線以下。為此採取了一些措施使吃水變淺及將防御甲板升回水線以上。方法是使用了擴闊船腹以增大浮力，令下甲板高於水面。最後使排水量達到36601噸。宇垣纏聯合艦隊參謀長，於自己的著作中提及「比叡」是「最後進行改裝，也最為理想化的艦艇」。
於1939年（昭和14年）12月5日的公試中，其排水量為36,332噸，而在記錄中引擎功率為137,970匹，速度達到29.9節。於1940年（昭和15年）7月3日，昭和天皇的皇弟高松宮宣仁親王到任為砲術長（少佐），其勤務到1941年（昭和16年）4月為止。有馬馨艦長以下的幹部因覺得太拘謹，所以希望能提供經參謀長室給宣仁親王室使用，但是親王只是作為一名軍官在「比叡」上工作。

## 太平洋戰爭

### 戰爭初期
「比叡」改裝成高速戰艦後，與姊妹艦「霧島」共同編入第三戰隊第一小隊，聯同第八戰隊（利根型重巡洋艦「利根」、「筑摩」）成為第一航空艦隊（通稱為南雲機動部隊）的支援部隊。其原因為擁有能夠伴隨機動部隊移動的速度，而美軍水上部隊進襲的話可以使用36厘米砲將之擊退，更期待可以在航空母艦受損的情況下為其進行曳航。於 1941年（昭和16年）12月8日，在進行珍珠港攻擊期間負責南雲機動部隊的護衛任務。後於12月24日返回日本，再於1942年（昭和17年）1月8日出港前往楚克泊地。南雲機動部隊空襲拉包爾及澳洲的達爾文港期間，「比叡」均有隨行。2月8日，「比叡」與包含「霧島」在內的機動部隊一同編入南方部隊，在2月16日，「比叡」和「霧島」與「金剛」及「榛名」合流，此時4艘金剛型戰艦聚首一堂。2月下旬，南雲機動部隊奉命攔截及殲滅由澳洲方面逃脫的盟軍艦艇，「比叡」與第八戰隊的「利根」及「筑摩」共同於爪哇島南方海域進行警戒。3月1日下午5時46分，「比叡」發現正在逃走的美軍驅逐艦「艾德索」號（DD-219 Edsall），並使用前方36厘米砲向距離25公里外敵艦進行砲擊。「利根」與「筑摩」亦對「艾德索」號進行砲擊但沒有命中，而從「比叡」上起飛的九五式水上偵察機所進行的轟炸也失敗、「比叡」於下午6時25分停止砲擊。當時十分焦燥的南雲忠一中將立刻命令航空母艦「加賀」及「蒼龍」上九九式艦上轟炸機向其進行轟炸。於下午6時35分，艦上轟炸機進始進行攻擊，「艾德索」號被損重損毀。「比叡」在駛近至16公里外，以副砲射擊並於下午7時將「艾德索」號擊沈。後來愛荷華級戰艦「新澤西」號（USS New Jersey, BB-62）於楚克島空襲期間，以驅逐艦「野分」作為目標並進行砲擊時，這與「比叡」當年的體驗一模一樣。確認日本軍已完全佔領東南亞後，「比叡」於3月11日至3月25日期間停泊於斯特林灣，稍後前往印度洋﹐以參加斯里蘭卡近海海戰。於4月24日，「比叡」返回日本。

### 與美軍特遣艦隊之戰
由於希望摧毀美軍的繼戰意欲，因此山本五十六聯合艦隊司令長官企圖將美國殘存的航空母艦全部消滅。最後制定了佔領中途島，並迎擊由夏威夷出發的美軍特遣部隊・艦隊的作戰方案。日本軍方面推斷，美軍的戰力為「戰艦2艘、正規航空母艦2-3艘、特設航空母艦2艘、甲巡洋艦4-5艘、乙巡洋艦3-4艘、輕巡洋艦4隻、駆逐艦30艘」，而中途島上的戰力為「飛機48架、美國海軍陸戰隊750人、砲台對空施設若干」。但實際上是正規航空母艦3艘、海軍陸戰隊3000人、中途島基地中有飛機150機，並且正等待日本軍的攻擊。5月，第三戰隊的編制作出更改。「比叡」與「金剛」為第一小隊，「榛名」與「霧島」則為第二小隊﹐第一小隊為編進近藤信竹中將的第二艦隊（攻略部隊本隊），而第二小隊則是編入南雲機動部隊之中。5月29日，「比叡」從日本出發。6月5日，日本軍與美軍之間的中途島海戰爆發。當時近藤艦隊收到南雲部隊所發出的速報，內容為航空母艦「赤城」、「加賀」、「蒼龍」被擊中及發生大火，當時近藤艦隊距離南雲部隊約340浬，即以28節需要航行12小時的地點。這時近藤立即下令向東進軍，並企圖向美軍特遣艦隊進行水上戰鬥，而美軍特遣艦隊因害怕與日本軍進行夜戰﹐因此從東面掉頭迴避。更甚的事，搭載雷達的「日向」與山本長官的乘艦戰艦「大和」在遙遠的西面，因此近藤被迫放棄進行夜戰﹐接續是山本長官發出撤退命令，稍後即時進入撤退行動。當時「比叡」正與第十驅逐隊於阿留申方面進行哨戒任務，後於7月11日，返回横須賀。
7月14日，戰時編制作出修訂。以南雲忠一中將及草鹿龍之介參謀長指揮為基礎，編成以第一航空戰隊（航空母艦：翔鶴、瑞鶴、瑞鳳）及第二航空戰隊（航空母艦：飛鷹、隼鷹、龍驤）為核心的第三艦隊，而「比叡」則與「霧島」共同編入第十一戰隊（司令官為阿部弘毅少將），成為第三艦隊専屬部隊。8月7日﹐美軍發動瞭望台作戰，在美軍特遣艦隊的支援下，登陸及佔領瓜達康納爾島及圖拉吉島。這時日本軍立刻派出軍屬於拉包爾的一式陸上攻擊機及三川軍一中將（乘坐「比叡」到7月為止）所率領的外南洋部隊第八艦隊前往迎擊。稍後，日本軍航空隊報告「輕巡2艘、輸送船10艘、大巡1艘發生大火、中巡1艘嚴重損毀並發生傾側、驅逐艦2艘火災、輸送船1艘火災」，而第八艦隊在第一次所羅門海戰後報告「擊沈巡洋艦10艘、驅逐艦4艘」。實際上，第八艦隊只是擊沈4艘重巡洋艦，而航空隊的戰果只為擊沈2艘驅逐艦及重創2艘驅逐艦。
8月16日，包括「比叡」在內的第三艦隊從日本向楚克島出發。這時航空母艦「隼鷹」、「飛鷹」、「瑞鳳」正在進行訓練途，能使用的航空母艦只有「瑞鶴」、「翔鶴」、「龍驤」共3艘而已。當時第三艦隊主要由2個集團構成，本隊由航空母艦及少數的護衛部隊組成，而第十一戰隊（「比叡」、「霧島」）、第七戰隊（重巡洋艦：「鈴谷」、「熊野」）及第八戰隊（重巡洋艦：「利根」、「筑摩」）則被分開為前衛艦隊。前衛艦隊為離開航空母艦部隊約100-150浬，並處於前方以横一列陣形（艦間隔10-20公里）活動，其角色為負責索敵及吸引敵機的攻擊。因被當成誘餌，所以令前衛艦隊將兵的抗議聲音不斷，而指揮官們亦因時間緊迫，在無法對新陣形及新戰法作出檢討下前往最前線。
8月21日，由於收到報告指美軍特遣艦隊出現，所以第三艦隊取消進入楚克港，並與近藤信竹中將的第二艦隊（前進部隊）匯合。由於近藤中將算是指揮第三艦隊的南雲中將的前輩，所以在形式上是近藤指揮南雲及其機動部隊，但是近藤司令部與南雲司令部之間，連一次情報交換和戰術協調也沒有進行過。於8月24日的第二次所羅門海戰中，第三艦隊前衛部隊並沒有離開過機動部隊本隊超過5-10浬的範為，但第三艦隊由於進行無線靜默，而令近藤的第二艦隊完全掌握不到友軍的位置。在該次戰鬥中，日本軍損失了輕型航空母艦「龍驤」、30架零戰、23架艦上轟炸機（艦爆）及6架艦上攻擊機（艦攻），而美軍方面，航空母艦「企業」號（USS Enterprise, CV-06）受到中度損毀破，另損失20架飛機。而「比叡」艦上1架零式水上觀測機與SBD無畏式發生空戰時被擊落。8月28日，到達楚克錨地。
9月10日，從楚克錨地向所羅門群島東北海面出擊，並對美軍特遣艦隊進行搜索，在沒遇到任何敵人下，於9月23日返回楚克錨地。
約1個月後的10月26日，日本海軍為了向在瓜達康納爾島進行總攻擊的日本陸軍作出支援，並同時確保該海域的制海權，因此與美軍特遣艦隊之間爆法南太平洋海戰。第十一戰隊（「比叡」及「霧島」）於戰鬥中在近藤中將第二艦隊前進部隊的指揮下，向撤退的美軍特遣艦隊進行追擊。近藤艦隊在發現不能航行的航空母艦「大黃蜂」號（USS Hornet, CV-08）後，成功將其擊沈。日本軍在當初曾誤認將美軍3艘主力航空母艦、戰艦「南達科他」號、3艘巡洋艦及1艘驅逐艦1擊沈。

### 第三次所羅門海戰
於瓜達康納爾島的日本陸軍由於缺乏重型武器、彈藥及食物，所以並不足以對抗美國海軍陸戰隊。為此，日本軍於11月選擇了一個沒有月光的暗夜，決定及企圖以11艘運輸船將第三十八師團送到瓜達康納爾島。雖然在輸送作戰取得成功後，但接下來必須要進行的，是破壞瓜達康納爾島上的亨德森飛行場以抑制美軍飛機的活動。10月中旬，由於栗田健男少將率領的第三戰隊（「金剛」及「榛名」）於亨德森基地艦砲射擊中成功令美軍受到嚴重損害，因此今村均第十八軍司令官再度要求使用戰艦對地面進行砲擊。山本五十六聯合艦隊長官拒絕了陸軍的要求，但山本自己也為是否率領「比叡」又或戰艦「大和」前往瓜達康納爾島作出檢討。結果是命運包括航空母艦「隼鷹」在內的第二艦隊於11月9日從楚克錨地出擊，並抽調第十一戰隊（阿部弘毅中將、戰艦：「比叡」、「霧島」）、第十戰隊（木村進少將、輕巡洋艦：「長良」、第六十一驅逐隊：「照月」、第十六驅逐隊：「雪風」、「天津風」、第六驅逐隊：「曉」、「雷」、「電」）及第四水雷戰隊（高間少将、驅逐艦：「朝雲」、第二驅逐隊：「村雨」、「五月雨」、「春雨」、「時雨」、第二十七驅逐隊：「白露」、「夕暮」、「夕立」）構成「挺身攻擊隊」對亨德森飛行場進行砲擊。艦隊於事前從聖伊莎貝爾島萊卡塔基地派遣了水上偵察機，準備在瓜達康納爾島近海利用偵察機提供誘導下，進行與之前相同的砲擊計劃。
在最初的報告中，隆加錨地內停泊包括了3艘華盛頓型戰艦（正確應為北卡羅萊納級戰艦）在內的艦隊，後來在電報中訂正為防空巡洋艦。當時宇垣纏聯合艦隊參謀長認為美軍艦隊正於瓜達康納爾島周邊停留，並擔心前往飛行場砲擊的挺身艦隊可能與其發生戰鬥，但黑島龜人首席參謀則主張「美軍在甚麼時候也是趁夜間逃走（米軍は何時もの通り夜になれば逃げる）」，山本五十六聯合艦隊長官一時間也不知如何是好。後來宇垣對沒有堅持自己的意見，「在這十數小時後成為引起嚴重後果的原因」覺得十分後悔。

#### 11月12日第1夜戰
1942年11月12日，以戰艦「比叡」為旗艦的挺身艦隊受到猛烈的暴風雨襲擊。大西謙次比叡運用長曾說，數小時的豪雨擾亂了「比叡」以後的命運。由於司令官阿部弘毅中將判斷對飛行場射擊有困難，所以在晚上10時，下達了從薩沃島北面調頭的命令。該處的天氣在艦隊調頭後回復正常，因此萊卡塔基地發出了水上偵察機出動的通告，而瓜達康納爾島的角冠波那（Kokumbona）觀測所亦提出了砲擊的要求。阿部中將在綜合了艦隊司令部的意見後，決定實施艦砲射擊。為此再度調頭，但比之前預定接近瓜達康納爾島的時間遲了40分鐘。挺身艦隊內的第十戰隊、第十一戰隊及第四水雷戰開始集合，但在電波調整方面不得其法，令艦隊的陣形出現混亂。就此，本應接受護衛的旗艦「比叡」反而在艦隊的前方位置。
在混亂的情況下，挺身艦隊司令部判斷美軍艦隊應該不在隆加錨地，因此2艘戰艦以弱裝彈藥裝填了對地砲擊用的三式彈。「比叡」的主砲已向右舷瞄準，並為隨時可進行砲擊的狀態。晚上11時43分，挺身艦隊的左前方約10公里發現美軍巡洋艦艦隊。這時已沒有時間將陸上砲擊用的三式彈替換成穿甲彈，於午後11時51分，「比叡」使用探照燈照射出距離5-6公里外以橫陣構成的美軍艦隊後，主砲射擊正式開始。有証言指出，此時一號砲塔沒有於第一齊射中發射。
儘管在記錄中，「比叡」首次發射就命中了美軍防空巡洋艦「亞特蘭大」號，但由於使用了探照燈，成為美艦的最佳目標，並受到密集砲擊。在進行2-3次齊射後，包括艦橋在內，上部構造物已經被50枚以上砲彈命中，並且喪失通信能力及發生火災。特別是艦橋被砲彈擊中，令射擊指揮所聯絡各砲塔的電線回路切斷，導致不可能進行齊射。艦橋指揮所中，鈴木參謀長戰死，阿部司令官、西田艦長、田村副長、千早正隆砲術參謀也受到不同情程度的戰傷。此時驅逐艦「五月雨」誤認「比叡」為敵艦並以機槍進行射擊，因此就受到「比叡」方面以副砲及高角砲作出反擊。「五月雨」在亮起友軍識別燈後，雙方才停止了射擊。那時的「比叡」，在艦艉吃水線附近被美軍巡洋艦主砲彈射穿（不發彈），而艦後部舵取機室及電動機室發生水浸，引致不能操舵。在西田艦長的戰鬥日誌中就記錄著在開始進行夜間戰鬥的40分鐘內，就被85枚美軍艦隊所發射的砲彈命中，也被數枚魚雷命中但沒有爆炸，當中1枚魚雷命中右舷船腹。「比叡」以艦橋為中心，上部構造物受到很大程度的損害，但主砲與引擎則安然無恙。由於雙方距離很近，所以發生近距離砲戰，而美軍驅逐艦連機槍也用上來進行砲擊，「比叡」的艦橋被擊中的機槍彈火花包圍。本來打算使用前部副砲來迎擊美軍驅逐艦，但因距離太短而副砲仰角太大而不能進行砲擊。

#### 舵復原作業與美軍的攻擊
「比叡」陷入不能操舵狀態，準備脫離瓜達康納爾島附近海域並進行緊急修理。上午3時30分，艦橋附近的火災已經受到控制，亦因輪機房仍安然無恙，所以控制右舷螺旋槳及左舷螺旋槳進行一進一退的操作轉向西北，並以3節前進。可是，由於排水泵停止運作，令水浸情況更嚴重，所以只好放棄取舵機室。而在進行人力操舵的乘員亦在幾乎溺斃前從取舵機室撤退。就這樣不使用舵，在薩沃島北方作旋轉。阿部司令官與西田艦長亦從戰鬥艦橋移到司令塔進行指揮。上午4時7分，「比叡」確認於離隆加方面約24公里有美軍巡洋艦，而發現的原因是這巡洋艦以後部主砲，對已經棄船並在無人飄浮中的驅逐艦「夕立」進行3至4次齊射並擊沈。該艦實為重巡洋艦「波特蘭」號（USS Portland, CA-33），在之前的大混戰中被1枚氧氣魚雷擊中，並因舵發生故障，其處境就像「比叡」一樣需要進行旋轉運動。「比叡」以穿甲彈向「波特蘭」號進行砲擊，但沒有命中，其後「波特蘭」號從戰場撤離。但是，在日本軍的官方記錄中卻有擊沈記錄，於大本營發表中更有「終於，戰艦也受到滿身瘡痍之傷時，敵軍1艘大型巡洋艦從薩沃島出現並打算與我們（比叡）同歸於盡，我們的戰艦莞爾迎擊，並向敵軍巡洋艦送上終結的巨砲彈，瞬間就將其擊沈（つひに戦艦も満身創痍の損害の受けたこの時、サボ島の島かげから1隻の敵大型巡洋艦がわれ（比叡）に止めを刺さんと出撃して来たのです。わが戦艦は莞爾としてこれを迎へ撃ち、戦艦は敵巡洋艦に最後の巨弾を報い、忽ちこれを撃沈したのです）」的報道。
上午4時20分，驅逐艦「雪風」抵達現場，其後「照月」、「時雨」、「白露」、「夕暮」亦陸續到達。這時，從「照月」那邊仍然能看到「比叡」還健在，只是暫時停了下來，並在通訊後得知對方「舵故障・修理中」。上午6時15分，阿部少將從「比叡」移乘到「雪風」。但因「比叡」的通信機發生故障，所以不得不以手旗信號來通訊，這亦導致阿部與西田之間所掌握的情報存在誤差。阿部本來計劃由「比叡」的姊妹艦「霧島」為其進行曳航，但「霧島」調頭航向現場時被美軍潛艇以魚雷襲擊，其中1枚魚雷命中。幸好這枚魚雷沒有爆炸，所以只是輕微受損，但由於「霧島」這時並沒有任何護衛，如再次投入戰場可能十分危險，因此被下令往北方退避。日本軍方面亦準備為「比叡」提供掩護，下令附近的基地航空隊及航空母艦「隼鷹」派出零式艦上戰鬥機與零式水上偵察機作為護衛。但因「隼鷹」並沒有多餘的戰力，所以只能暫時派出不足10架零戰。「比叡」在停船後，部分精於泳術的乘員隨即嘗試進行防水作業。方法是在海面下以毛毯來充填約1米的破口以作防水。
日出後，從亨德森基地起飛的F4F野貓式戰鬥機與SBD無畏式俯衝轟炸機以及從圣埃斯皮里图岛出發的B-17轟炸機開始對「比叡」進行攻擊。「比叡」於右舷的2座高角砲絲毫無損，但左舷的三號高角砲發生故障，仰角鎖死在48度。而「比叡」的引擎由於仍然完好，所以還能一邊向左轉，一邊以極速29節盡力迴避美軍軍機的攻擊。就這樣成功迴避了所有魚雷的攻擊。但是，在B-17的密集投彈下，單在上午已被3枚炸彈分別擊中了2號主砲塔旁、中部右舷及4號主砲塔右。。這亦令艦上其中2個鍋爐受損以致不能使用，而在輪機區域更出現死傷人員及發生火災，不過火災很快就被撲滅，也不構成任何致命傷。不過在空襲下部分緊急修理被逼中斷。另外在高速航行期間，將之前填補在破孔的毛毯沖走，令乘組員需要重新進行破孔修復作業。
上午8時30分，阿部長官命令「比叡」航向瓜達康納爾島自己擱淺。這個行動與西田艦長所提案的見解一致。這時，從航空母艦「企業」號上起飛，隸屬第10魚雷攻擊機隊的9架TBF復仇者式轟炸機（亞奴・哥芬上尉）及6架F4F野貓式戰鬥機（約翰・薩瑟蘭上尉）正前往亨德森基地。該機隊從西邊飛到薩沃島與埃斯帕恩斯角附近時，發現戰艦「比叡」及4艘驅逐艦位於薩沃島以北約16公里。野貓隊在「比叡」上空撲向8架零式艦上戰鬥機時，零戰隊在未經交戰後逃走。而TBF隊則鑽進雲層並兵分二路，開始對「比叡」進行魚雷挾擊。「比叡」以主砲向位於左舷的TBF進行射擊，但砲彈只是在TBF的上方越過。而從TBF上望出去，則發現「比叡」的上部構造物有火災後留下的痕跡，而高角砲及副砲的砲身上也有些變形。哥芬（TBF）隊認為自己分別以3枚以魚雷擊中「比叡」的左舷、右舷及艦尾。而「隼鷹飛行機隊戰鬥行動調査」中則記錄了零戰隊與16架F4F、5架TBF和1架B-17轟炸機交戰，結果有2架F4F被擊落，零戰隊則有3架被擊落，2架在出發後因事故墜海。上午10時25分至33分期間，阿部少將命令「比叡」全員退艦但被西田拒絕。西田艦長於編寫戰鬥詳報時，殘留在筆記的草稿內記錄著阿部下全員退艦時，「比叡」的狀態為「被2至3枚炸彈擊中但損毀輕微，鍋爐房亦發生些微水浸，不過可進行排水解決（爆弾2-3発が命中するも損害軽微、罐室若干浸水するも排水の見込みあり）」。
上午11時30分，阿部向位於楚克島的聯合艦隊司令部山本五十六司令長官報告「『比叡』被20架艦爆（艦上轟炸機）攻擊，導致3個鍋爐不能使用，而舵亦不能復原，也不能進行曳航（艦爆20機の攻撃で「比叡」3罐使用不能、操舵復旧不可能、曳航不可能）」，同時決定對「比叡」進行處分。對於阿部的命令，西田於下午12時14分提出「比叡」仍可復原的反論。那時，美軍軍機再度出現，並向「比叡」進行攻擊。該機隊為隸屬「企業」號的第10魚雷攻擊機隊。他們在抵達亨德森基地並進行補給後再度出擊。部分TBF復仇者因未能準確地接受補給，所以在再度出擊時的數目減至6架，野貓的數目則與之前相同，而美國海軍陸戰隊也派出8架SBD無畏式俯衝轟炸機與第10魚雷攻擊機隊同行。第10魚雷攻擊機隊認為自己以多枚魚雷成功擊中「比叡」，其中1枚擊中右舷中央、1枚於艦尾及3枚（2枚沒爆炸）於左舷。「比叡」上的赤澤主計中尉則記錄了美軍軍機共來襲了10次，其中有6枚炸彈及4枚魚雷命中。而在戰鬥詳報中，則記錄了「比叡」被10架魚雷攻擊機以魚雷攻擊，其中2枚命中，導致向右傾斜15度，後部亦發生水浸。在西田筆記中的記錄為2枚魚雷命中（右舷前部揚鎖機室及右舷機械室前部）、1枚炸彈擊中飛行甲板。坂本松三郎（大尉、掌航海長兼信號長）的記錄，為下午12時40分，發出全員上甲板集合命令的時間，這時「比叡」向右傾斜7度、推定浸水量4,670噸、預備浮力12,150噸，並且「各機械緊急装置的運作極為良好」。

#### 沉没
下午1時，阿部因準備對「比叡」進行處分而下達「各艦準備2枚魚雷」的命令。這時西田正雄艦長仍為保住艦隻盡最大努力，但在收到輪機房全毀的報告時只好放棄，並下達全員退艦準備及全員後甲板的命令。坂本信號長推測，這時命中右舷機械室的的魚雷並沒有爆炸，但同時間亦被炸彈命中而引起火災，就此這應為西田收到「機械室全毀」這誤報的原因。最初西田曾考慮全員在前甲板集合，但是在前甲板積聚及佈滿戰死者的遺體及臟物，該狀態並不適合進行訓示，因此改為後部甲板。比叡掌航海長坂本松三郎大尉，由於發覺西田準備與「比叡」共存亡，所以想盡辦法企圖令西田艦長離開艦橋。因此向艦長進言並建議在退艦時前往後甲板進行訓示，但西田卻在艦橋並以擴音器進行訓示，完全不準備離開。經過一番爭論，坂本認為已別無他法，就與在場的2名部下共3人合力抬起西田，強行將他帶到後甲板。西田隨即進行反抗，但被帶到後甲板立刻變得平靜，並在砲塔的陰影下換掉弄髒了的制服。西田最後站在後部砲塔上向部下進行訓示，並命令全員退艦及打開京斯頓閥。柚木哲（發令所所長）在收到司令部與西田的命令後，柚木便向機關長（輪機長）傳令打開京斯頓閥，士兵在確認後便進行該作業。乘組員開始乘坐小艇移往驅逐艦時，右舷後甲板離海面已不足2米。此後西田依然準備與「比叡」共存亡，而全員退艦命令下達1個半小時後，仍有不少部下留下來不斷勸說西田離開。正於「雪風」的阿部察覺此事後，親筆寫下命令書送往「比叡」，要求西田前往「雪風」報告「比叡」的現況，但是西田毫不理會。這時海浪已經沖上「比叡」的甲板，而部下們認為已經不能夠用言語說服西田，因此捉住並抬起西田，強行將他送到小艇上離開「比叡」。在移乘「雪風」，並判明「比叡」的輪機房仍然完好後，一切已經為時己晚。下午4時，阿部命令第二十七驅逐隊向「比叡」以魚雷攻擊作處分。實際上魚雷有否發射，在戰鬥詳報中沒有記載，不過西田在「雪風」內確實聽到魚雷發射的聲音。魚雷命中「比叡」的中央部份，「比叡」雖然沒有沈沒，但「雪風」卻就此離開現場。
下午4時38分，山本五十六司令長官向阿部少將下達「暫緩處分比叡」的命令。較早之前，於楚克島的戰艦「大和」司令部內均是反對向「比叡」進行處分。根據宇垣纏的「戰藻錄」，「比叡」這時正在友軍航空機行動圈內，因此宇垣認為可考慮將「比叡」暫時丟下以作觀察。於是山本就前往宇垣的房間，說出「確實明天被喜歡進行宣傳的國家美國拍攝到，再作為材料來利用時會很難過。真不知道會被用來表達甚麼信息（如何にも明日の撮影に依り宣伝の国米国に利用せらるる事心苦し。サインはしたるも如何かと思ふ）」這心中的說話。宇垣同意山本的說法所以決定對「比叡」進行處分，但黑島龜人先任參謀（首席參謀）卻提出「留下比叡將有可能會吸收對輸送船團的攻擊（比叡が浮いている限り輸送船団に対する攻撃を吸収する可能性がある）」的反論。最後山本採用了黑島的主張，並撤回對「比叡」進行處分的命令。宇垣在「戰藻錄」中也記下了「身為中將司令官的職責，就是要理解長官的立場，以負責任的心來做事，了解落入敵手後機密暴光的後果。先前聽到的歪理根本無法解釋及投機取巧（中将たる司令官の意思を酌み長官の立場に於て其の責を引受くるの心情及敵手に委して機密暴露の惧を来たす事なからしむるの用心ある事なり。先の見えざる主張は理屈に偏して之等機微の点を解し得ざるものあるのみ）」。而於現場（驅逐艦雪風）的第十一戰隊參謀千早正隆則評論「字垣對現場的情況還有多少理解，但黑島根本些毫也沒有（宇垣は現場の事情を少しは理解しているが、黒島は全く理解していない）」。
下午5時，「雪風」與屬下共5艘驅逐艦從「比叡」傍邊離開並往薩沃島西方退避。下午5時38分，阿部報告「雪風」被至近彈擊出並發生小火災，「雪風」隨即投棄4枚魚雷，另外送信機也發生故障。下午約11時，「雪風」等驅逐艦返回原處，這時「比叡」已經消失，因此判定其沈沒。「比叡」共有188人戰死、152人受傷。 曾在其「最喜歡的軍艦之一」的「比叡」上勤務過的吉田俊雄，曾在著作中記述「比叡的最後階段，但是壞得令人非常不舒服」。翌日，姐妹艦「霧島」在11月15日第2夜戰中，與美軍北卡羅萊納級戰艦「華盛頓」號（USS Washington, BB-56）及南達科他級戰艦「南達科他 」號（USS South Dakota, BB-57）交戰，雖然聯合其他軍艦重創了南達科他號，但也因此遭到華盛號鎖定攻擊，並在7分鐘之內遭到華盛頓號雷達鎖定命中9發16英寸砲彈而重創，在損管無力下之後沈沒。4艘金剛型戰艦在一場海戰中喪失了2艘。該作戰實行之前，昭和天皇曾以日俄戰爭旅順港閉塞作戰中，戰艦「初瀬」及「八島」在漫無目的的行動中，因觸及俄羅斯海軍設置的水雷而沈沒為例子，用以警告並提醒「要注意」。由於日本海軍打算重操10月16日以戰艦「金剛」及「榛名」對飛行場進行砲擊的故技，所以對現存的敵兵相當輕視，也沒有足夠的護衛部隊，結果損失了「比叡」與「霧島」。
而在後來的報導中，並沒有公開「比叡」的艦名，只是提及在第三次所羅門海戰中有1艘戰艦沈沒、1艘嚴重損毀（事實上霧島為沈沒）。
|  | 好像親眼看到這凄絶的奮戰一樣，令我們興奮不已。這樣確實如敵人切去我們的皮，我們切去敵人的肉，我們的肉被切的話就切去敵人的骨般的真正決勝、決戰一樣 |

以上為相關的評論，但是亦有
|  | 決不能藐視敵人的戰意。雖然艦齡是個問題，但是我方戰艦集中攻擊為目標，離開戰列並向其攻擊，雖然最终被擊沈，但發揮出攻擊精神。（中略）事實上敵方也發揮出相當的攻擊精神，我們這時，當然應該要深刻銘記 |

這樣的記述。

受此事影響，在日本國民間發起了建艦運動。而對艦長西田的處理，在沒有召開調查會供其解釋的情況下，被時任的海軍大臣島田繁太郎海軍大將直接將其現役解除，並轉到預備役作為懲罰處分。山本五十六對此處分極度不滿，立即派遣宇垣纏提出抗議，但最後並不能推翻該裁決。之後西田被調到閒職工作直至終戰。就算在戰後，西田對於此事也絕口不提，只有在死前1個月接受過唯一一次訪問。
大分縣竹田市的廣瀨神社中，保存了「比叡」在第二次改裝時拆下來的船桅。

## 主要技術數據一覽
| 技術數據 | 新造時計劃 （1914年）                                             | 練習戰艦時 （1931年）                     | 2次改裝後 （1940年）                                                 |
| -------- | ----------------------------------------------------------------- | ----------------------------------------- | -------------------------------------------------------------------- |
| 排水量   | 常備：27,500噸                                                    | 基準：19,500噸                            | 基準：32,165噸 公試：37,000噸                                        |
| 全長     | 214.6米                                                           | 199.15米                                  | 222米                                                                |
| 全闊     | 28.04米                                                           | ←                                         | 31.02米                                                              |
| 吃水     | 8.38米 (常備)                                                     | 6.32米                                    | 9.37米                                                               |
| 鍋爐     | 伊號艦本式混燒鍋爐36座                                            | 呂號艦本式大型2座 同小型3座 同混燒鍋爐6座 | 呂號艦本式鍋爐8座                                                    |
| 引擊     | 帕森斯式直結渦輪引擎4座4軸                                        | ←                                         | 艦本式渦輪引擎4座4軸                                                 |
| 軸馬力   | 64,000匹                                                          | 16,000匹                                  | 136,000匹                                                            |
| 速度     | 27.5節                                                            | 18節                                      | 29.7節                                                               |
| 續航距離 | 8,000海里／14節                                                   |                                           | 9,800海里／18節                                                      |
| 燃料     | 煤：4,000噸 重油：1,000噸                                         |                                           | 重油：6,240噸                                                        |
| 乘員     | 1,221人                                                           |                                           | 1,222人                                                              |
| 主砲     | 毘式35.6厘米聯裝砲4座                                             | 同3座                                     | 同4座                                                                |
| 副砲     | 四十一式15.2厘米單裝砲16門                                        | ←                                         | 同14門                                                               |
| 高角砲   | 沒有                                                              | 八九式12.7厘米聯裝4座 （稍後裝備）        | 12.7厘米聯裝4座                                                      |
| 機槍     | 沒有                                                              | 40毫米聯裝2座 九二式7.7毫米機槍3挺        | 九六式25毫米聯裝10座 13毫米4聯裝2座                                  |
| 魚雷     | 53cm水中發射管8門                                                 | 沒有                                      | ←                                                                    |
| 其他兵裝 | 8厘米砲4門                                                        | ←                                         |                                                                      |
| 裝甲     | 水線203毫米 甲板19毫米 主砲天蓋75毫米 同前盾250毫米 副砲廓152毫米 | （水線裝甲撤除）                          | 水線203毫米 甲板19毫米※※ 主砲天蓋150毫米 同前盾280毫米 副砲廓152毫米 |
| 航空器   | 沒有                                                              | ←                                         | 水上機3架 彈射器1座                                                  |

※ ←與左相同（沒有變更）。空白則為不明。

※※ 工程內容並沒有詳細資料，但與同型艦相同及新增的甲板裝甲資料如下。
鍋爐室64毫米、機械室83-89毫米、彈藥庫102-114毫米、舵取室76毫米

### 公試成績
| 時期      | 排水量   | 出力      | 速度     | 實施日                   | 實施場所       | 備註 |
| --------- | -------- | --------- | -------- | ------------------------ | -------------- | ---- |
| 竣工時    | 27,390噸 | 76,127匹  | 27.724節 | 1914年（大正3年）4月26日 | 館山沖標柱間   |      |
| 2次改裝後 | 36,332噸 | 137,970匹 | 29.9節   | 1939年（昭和14年）12月   | 宿毛灣外標柱間 |      |

## 歷代艦長
※資料為基於11-14頁、『日本海軍史』第9巻・第10巻的「將官履歷」及『官報』。

### 艤裝員長
1. 高木七太郎 大佐：1913年9月20日 - 1914年8月4日

### 艦長
1. 高木七太郎 大佐：1914年8月4日 -
2. 加藤寛治 大佐：1915年12月13日 -
3. 堀輝房 大佐：1916年12月1日 -
4. 桑島省三 大佐：1917年12月1日 -
5. 吉川安平 大佐：1918年12月1日 -
6. 白根熊三 大佐：1919年12月1日 -
7. 松村菊勇 大佐：1920年8月12日 -
8. 匝瑳胤次 大佐：1920年11月20日 -
9. 横地錠二 大佐：1922年11月10日 -
10. 中島晉 大佐：1923年12月1日 -
11. 村瀨貞次郎 大佐：1924年12月1日 -
12. 館明次郎 大佐：1925年6月16日 -
13. 岡本郁男 大佐：1926年8月20日 -
14. 大野寛 大佐：1927年12月1日 -
15. 島田繁太郎 大佐：1928年12月10日 -
16. 石井二郎 大佐：1929年11月30日 -
17. 和田専三 大佐：1930年12月1日 -
18. 丹下薫二 大佐：1932年5月10日 -
19. 前田政一 大佐：1932年12月1日 -
20. 佐田健一 大佐：1933年2月23日 -
21. 井上成美 大佐：1933年11月15日 -
22. 大川内傳七 大佐：1935年8月1日 -
23. 稻垣生起 大佐：1936年4月1日 -
24. 越智孝平 大佐：1936年12月1日 -
25. 青柳宗重 大佐：1937年12月1日 -
26. 平岡粂一 大佐：1938年11月15日 -
27. 阿部孝壯 大佐：1939年11月15日 -
28. 有馬馨 大佐：1940年10月15日 -
29. 西田正雄 大佐：1941年9月10日 -

## 郵票

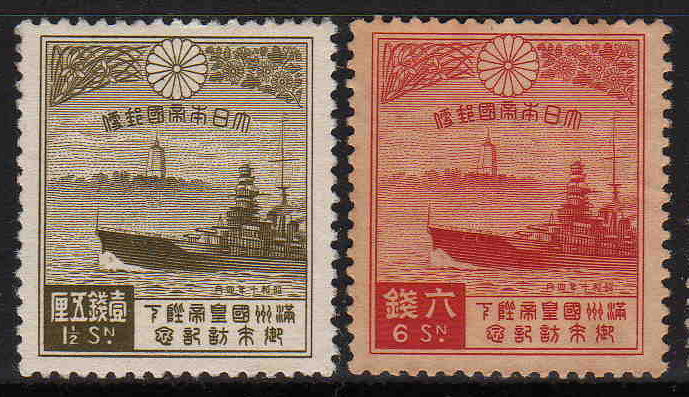
滿州國來訪記念郵票

如前所述，「比叡」曾改裝為御召艦，因此，在1935年4月2日滿州皇帝溥儀來訪期間所推出的4種紀念郵票，當中2種面額為1錢5厘與6錢的郵票圖案，就是航行中的「比叡」。而背景則為遼陽的白塔。
之前亦曾出現過以日本戰艦作圖案的郵票，在1921年就發行過以同為御召艦的香取型戰艦（「香取」與「鹿島」）作圖案的郵票，其主題為皇太子（昭和天皇）歸朝記念郵票。這種類郵票總共推出過兩次，而「比叡」就是第二次。

## 同型艦
- 金剛
- 榛名
- 霧島

## 註腳
1. ↑  大正元年11月21日付 達第53号。
2. ↑  大正15年11月29日付 内令第238号。
3. ↑  昭和6年6月1日付 内令第111号。
4. ↑  昭和7年12月1日付 内令第396号。
5. 1 2 3  #艦船要目公表範囲(昭和12年12月1日)[錨點失效]p.2『比叡|練習戦艦|199.19米|28.04米|6.32米|基準19,500頓|速力18.0節|短艇籔13|横須賀工廠|明治44-11-4|大正元-11-21|大正3-8-4(昭和7・12・31改)|36cm…6 15cm…16 12.7cm高角4 8cm高角…4｜発射管-|探照燈6|タルビン4|艦本式11|推進器數4|馬力13,800』
6. ↑  昭和17年12月20日付 内令第2338号。
7. ↑  「試験(2)」p.5
8. 1 2  #ポケット海軍年鑑(1937)[錨點失效]p.19『練習戰艦"比叡 ひえい"　全要目{排水量19,500噸 速力18節 備砲36糎砲6門 15糎砲16門 12.7糎高角砲4門 8糎高角砲4門 起工明治44年11月 竣工大正3年8月 昭和7年12月練習戰艦に改装 建造所 横須賀海軍工廠｝金剛、比叡、霧島、榛名と久しく語呂もよく連称された此艦も、他3姉妹艦の近代化されるに續いて昭和5年呉工廠で已に改装の準備が進められつゝあつたがこの艦にとつては青天の霹靂とでも云ふべき彼のロンドン條約の結果は、攻撃力防禦力共に減勢又は撤去してわづかに練習戰艦として保存使用されることになつたのである。霧島級と寸分違はぬ要目であつたのが、このため排水量19,500噸に、平均吃水は6.32米の淺きに、速力は18節の低速に各著しく低減された。備砲に於いても亦上記の如く低下してゐるが戰艦の誇る防禦力に於ても寫眞に見る如く艦の重要部分を包む舷側装甲を撤去されてゐる。しかして練習戰艦として重要な役割を課せられた外、昭和10年満州國皇帝陛下御來朝に際してもその御召艦たるの光榮に浴し、昭和11年の海軍特別大演習には御召艦の光榮を擔つた。因に海軍無條約時代に入つた今日、比叡の戰艦への復歸は國民から待望されてゐる。』
9. ↑  昭和17年12月20日付 内令第2339号、同第2340号。これら内令で削除された本艦の定員表および特修兵教員配置規則には「練習戦艦」と明記されている。
10. ↑  #幕末以降帝国軍艦写真と史実[錨點失效]p.26『比叡(ひえい)【初代】　艦種三等海防艦 三檣「バーク」型 金剛と姉妹艦なり。艦名考山名に採る、比叡山は日枝山・天台山・北嶺・都富士等の別称あり、近江國滋賀郡・山城國・愛宕郡に跨る。滋賀郡坂本より1里1町餘、愛宕郡修學院村一乗寺より1里14町にして其山頂に達す、標高2,799尺(以下略)』
11. ↑  「軍港と名勝史蹟」p.47
12. ↑  #幕末以降帝国軍艦写真と史実[錨點失效]p.113『比叡(ひえい)【二代】　艦種練習戰艦 金剛と姉妹艦なり。艦名考初代「比叡」の項参照　艦歴大正3年乃至9年戦役(日獨)従軍：同3年8月第一艦隊第三戰隊に属し青島戰に参加(艦長大佐高木七太郎)、昭和7年12月1日練習時戰艦に編入(倫敦海軍條約の結果に由る)』
13. ↑  #吉田比叡p.7
14. ↑  #吉田比叡p.9
15. ↑  #吉田比叡p.12
16. ↑  「軍艦比叡製造一件(1)」p.26
17. ↑  #吉田比叡p.13、「軍艦比叡製造一件(1)」p.8、「付製造命令及予算進水式関係(2)」p.26
18. ↑  #吉田比叡p.15、「軍艦比叡製造一件(3)」pp.29-30
19. ↑  「艦歴人歴調(2)」p.23
20. ↑  #吉田比叡p.18
21. ↑  #吉田比叡p.20
22. ↑  #吉田比叡pp.21-25
23. ↑  #吉田比叡p.31
24. ↑  #吉田比叡pp.28-29
25. ↑  「軍艦比叡に「バラスト」搭載の件」p.4-5
26. ↑  #吉田比叡p.32
27. ↑  #怒りの海p.55
28. ↑  #海軍の昭和史143頁
29. ↑  「満洲国皇帝陛下御来訪の際御召艦及警衛艦の件」
30. ↑  #海軍の昭和史p.86
31. ↑  #吉田比叡p.33、#日本海軍のこころpp.211-212
32. ↑  #吉田比叡p.39
33. 1 2  #執務報告pp.7-8
34. ↑  #吉田比叡pp.36-39
35. 1 2 3  #吉田比叡p.40
36. 1 2 3  #吉田比叡p.41
37. ↑  #戦藻録(九版)p.234、#怒りの海p.209
38. ↑  有馬馨, , pp19、26
39. ↑  #第3戦隊2詳報p.5
40. ↑  #吉田比叡p.73-74
41. ↑  #第3戦隊1詳報p.6
42. ↑  #第3戦隊2詳報p.7
43. ↑  #第3戦隊2詳報p.46
44. 1 2 3 4   #第3戦隊2詳報p.48
45. ↑  #第3戦隊2詳報p.52
46. ↑  #豊田撃沈p.71
47. ↑  #第3戦隊4詳報p.4
48. ↑  #第3戦隊3詳報p.48
49. ↑  #第3戦隊4詳報p.26
50. ↑  #吉田比叡p.111、#豊田撃沈]p.75、#第3戦隊4詳報p.28、「ミッドウエー海戦戦時日誌戦闘詳報(1)」p.4
51. ↑  #第3戦隊4詳報p.32
52. ↑  #吉田比叡p.112
53. ↑  #吉田比叡p.113
54. ↑  #吉田比叡p.114
55. ↑  #第3戦隊4詳報pp.43、48
56. ↑  #吉田比叡p.107、#11戦隊詳報(1)p.3
57. ↑  #吉田比叡p.109、#11戦隊詳報(3)p.3
58. ↑  #豊田撃沈p.81、#11戦隊詳報(2)p.21、p.26、p.45
59. ↑  #吉田比叡p.127
60. ↑  #吉田比叡p.128
61. ↑  #吉田比叡p.129
62. ↑  #吉田比叡p.132
63. ↑  #吉田比叡p.134
64. ↑  #吉田比叡p.146
65. ↑  #吉田比叡p.149
66. ↑  #吉田比叡p.151
67. ↑  #11戦隊詳報(2)pp.40、61
68. ↑  #11戦隊詳報(2)p.48
69. ↑  #11戦隊詳報(3)p.3、33
70. ↑  #11戦隊詳報(3)p.4、36
71. ↑  #吉田比叡p.183、#11戦隊詳報(4)p.7・13
72. ↑  #11戦隊詳報(4)p.39
73. ↑  #吉田比叡p.186
74. ↑  #吉田比叡p.189
75. ↑  #11戦隊詳報(5)p.3
76. ↑  #吉田比叡p.195
77. ↑  #吉田比叡p.196、#怒りの海p.47
78. ↑  #戦藻録(九版)p.229、#吉田比叡p.199、#11戦隊詳報(4)p.44、#11戦隊詳報(5)pp.4-5
79. ↑  #怒りの海pp.77-78
80. ↑  #戦藻録(九版)p.219、#豊田撃沈p.129、
81. ↑  #怒りの海p.92、#戦藻録(九版)p.230
82. ↑  #怒りの海p.93、#戦藻録(九版)p.231
83. ↑  #怒りの海pp.74-76
84. ↑  #豊田撃沈p.131、#五月雨p.137、#11戦隊詳報(5)p.8
85. ↑  #怒りの海p.85
86. ↑  #怒りの海pp.86-88
87. ↑  #豊田撃沈p.132、#主計大尉p.84、#11戦隊詳報(5)p.8-9
88. ↑  #怒りの海pp.81-83
89. ↑  #豊田撃沈p.133、#怒りの海p.90、#主計大尉p.85
90. ↑  #怒りの海p.91、#戦藻録(九版)p.230、#11戦隊詳報(5)p.9-10
91. ↑  #怒りの海pp.105-106
92. ↑  #怒りの海pp.111-112
93. ↑  #怒りの海pp.111-112、#豊田撃沈p.137-138、#11戦隊詳報(5)p.10
94. ↑  #豊田撃沈p.139、竹内大四郎（兵長、一番主砲五番砲手）談。
95. ↑  #怒りの海p.121、#豊田撃沈p.140、#11戦隊詳報(5)p.10
96. ↑  #豊田撃沈p.142、#主計大尉p.88、#11戦隊詳報(5)p.11,p.48
97. ↑  #怒りの海p.127
98. ↑  #怒りの海p.123、#豊田撃沈pp.142-144
99. ↑  #五月雨p.138
100. ↑  #五月雨p.139
101. ↑  #怒りの海p.136、#吉田比叡p.240、#11戦隊詳報(5)p.11
102. ↑  #怒りの海pp.129-134
103. ↑  #怒りの海p.151
104. ↑  #吉田比叡p.246、#11戦隊詳報(5)p.12
105. ↑  #豊田撃沈pp.162,165、#怒りの海p.141
106. ↑  #怒りの海pp.158-159、#吉田比叡p.245、#11戦隊詳報(5)p.13
107. ↑  #怒りの海pp.143,169-170
108. ↑  #豊田撃沈pp.163,169、#怒りの海p.171、#11戦隊詳報(5)pp.14,51
109. ↑  「週報第322号」p.4
110. ↑  #11戦隊詳報(5)pp.14,25
111. ↑  #主計大尉p.100
112. ↑  #豊田撃沈pp.169-170、#11戦隊詳報(5)p.14
113. ↑  #怒りの海pp.201-202
114. ↑  #戦藻録(九版)p.233、#吉田比叡p.250、#11戦隊詳報(5)pp.26-27
115. ↑  #空母艦爆p.154、#隼鷹飛行調査(2)pp.47-50
116. ↑  #豊田撃沈p.166
117. ↑  #主計大尉p.101、#吉田比叡p.246、#11戦隊詳報(5)p.31
118. ↑  #豊田撃沈p.170-171、#11戦隊詳報(5)p.15
119. ↑  #怒りの海pp.184-185
120. ↑  #11戦隊詳報(5)p.30
121. ↑  #怒りの海pp.185-187
122. ↑   #BIG E上p.277
123. 1 2 3  #BIG E上p.278
124. 1 2 3  #BIG E上p.279
125. ↑  #隼鷹飛行調査(2)pp.47-48
126. ↑  #怒りの海pp.191-192、#11戦隊詳報(5)pp.16、33
127. ↑  #怒りの海pp.195-196
128. ↑  #豊田撃沈p.172、#11戦隊詳報(5)pp.35-36
129. ↑  #11戦隊詳報(5)p.36
130. ↑  #BIG E上p.280
131. ↑   #BIG E上p.281
132. ↑  #主計大尉p.89
133. ↑  #豊田撃沈p.172、#11戦隊詳報(5)p.16、36
134. ↑  #怒りの海p.199
135. ↑  #怒りの海pp.220-221
136. ↑  #豊田撃沈p.172、#11戦隊詳報(5)p.36
137. ↑  #豊田撃沈p.173、#吉田比叡p.256
138. ↑  #怒りの海p.222
139. ↑  #豊田撃沈p.179-180
140. ↑  #豊田撃沈p.175
141. ↑  #豊田撃沈p.176、#怒りの海pp.247-250
142. ↑  #怒りの海pp.257-258
143. 1 2  #11戦隊詳報(5)p.40
144. ↑  #海軍驕りp.127、#11戦隊詳報(5)pp.17,40
145. ↑  #戦藻録(九版)p.233、#怒りの海p.204
146. ↑  #戦藻録(九版)p.234、#海軍驕りp.127、#吉田比叡p.252
147. ↑  #戦藻録(九版)p.234、#海軍驕りp.127、#吉田比叡p.253
148. ↑  #海軍驕りp.128、#吉田比叡p.253
149. ↑  #戦藻録(九版)p.234、#海軍驕りp.128、#怒りの海p.208
150. ↑  #海軍驕りp.128
151. ↑  #11戦隊詳報(5)p.49
152. ↑  #吉田比叡p.270、#11戦隊詳報(5)pp.18,46
153. ↑  #吉田比叡p.260
154. ↑  #吉田比叡p.272
155. ↑  #吉田比叡p.278
156. ↑  #戦藻録(九版)p.234、#吉田比叡pp.254-255
157. ↑  #戦藻録(九版)pp.234-235
158. ↑  「海戦の変貌」p.100
159. ↑  「週報第322号」p.5
160. ↑  #豊田撃沈p.181
161. ↑  「軍艦比叡製造一件(2)」pp.26-27、「付製造命令及予算進水式関係(2)」p.26
162. ↑  #列国海軍現状参考図表p.4